# 19629 Serra
19629 Serra este un asteroid din centura principală de asteroizi.

## Descriere
19629 Serra este un asteroid din centura principală de asteroizi. A fost descoperit pe 8 septembrie 1999 la Guitalens de Alain Klotz. El prezintă o orbită caracterizată de o semiaxă mare de 2,79 ua, o excentricitate de 0,03 și o înclinație de 2,4° în raport cu ecliptica.